# Tegmaleurodes
Tegmaleurodes is een geslacht van halfvleugeligen (Hemiptera) uit de familie witte vliegen (Aleyrodidae), onderfamilie Aleyrodinae.
De wetenschappelijke naam van dit geslacht is voor het eerst geldig gepubliceerd door Martin in 2005. De typesoort is Tegmaleurodes lentus.

## Soorten
Tegmaleurodes omvat de volgende soorten:
- Tegmaleurodes crustatus (Bondar, 1928)
- Tegmaleurodes integellus (Bondar, 1923)
- Tegmaleurodes lentus Martin, 2005